# 土佐市立市民体育館
土佐市立市民体育館 （とさしりつしみんたいいくかん）は、高知県土佐市高岡町にある体育館である。

## 概要
地域のスポーツの振興のために1980年に建設されたものである。よさこい高知国体におけるバスケットボール少年男子の会場として使用された。プロレス等の興行も開催されている。

## 施設
- 構造
- 設備
  - 1階 - バレーボール3面、バドミントン6面、バスケット2面、卓球16台
  - 2階 - 剣道場（100m2）、柔道場（66畳）
  - 付帯施設 - 弓道場（6人）、テニスコート

## 主な大会・イベント
- 2001年

みちのくプロレス「春の巡礼2001」開催
- 2002年

第57回国民体育大会バスケットボール（少年男子）
- 2008年

第8回日本スポーツマスターズ2008バレーボール競技
NHKのど自慢

## 基礎データ

### 所在地等
- 土佐市高岡町甲2165-1

### 利用期間
- 9:00 - 22:00
- 休館日：毎週月曜日、12月29日 - 1月3日

### 利用料金
- 有料・問い合わせ

## 交通
- とさでん交通バス「本町通」下車徒歩3分